# Тооме, Арнольд Хугович
Арнольд Хугович Тооме — советский хозяйственный, государственный и политический деятель.

## Биография
Родился в 1919 году в Коосе, волость Вара . Член КПСС с 1951 года.
Перед войной изучал электротехнику в Таллиннском технологическом институте. В 1941 году был мобилизован в Красную Армию, служил в Зеленодольском трудовом батальоне, затем в 354 -м стрелковом полку Эстонского стрелкового корпуса. Был тяжело ранен в боях под Великими Луками.
С 1946 года — на хозяйственной, общественной и политической работе. В 1946—1985 гг. — старший инспектор, начальник отдела сланцевой и химической промышленности Госплана Эстонской ССР, ответработник Эстонэнерго, первый заместитель председателя Госплана Совета Министров Эстонской ССР, Постоянный представитель Совета Министров Эстонской ССР при Совете Министров СССР.
Избирался депутатом Верховного Совета Эстонской ССР 8-11-го созывов.
Умер в Таллине в 1985 году.